# 沈勁
沈劲（？—365年），字世坚，吳興武康（今浙江德清縣武康鎮）人。東晉時期將領，官至揚武將軍、冠軍長史，因獨領五百兵防禦洛陽而被前燕軍俘殺。

## 生平
沈勁父親沈充在東晉初年随王敦造反，兵败後被屬下吴儒所殺，沈勁原本亦因父親謀逆而被株連，但因鄉人錢舉將沈劲藏匿起來而倖免於難。沈劲長大後為父報仇，殺死吴儒一家。然而，甚有氣節的沈勁一直介懷父親是因為謀逆而死，期待為國立功，一洗其家恥辱。可是，仍因為沈充背景，沈勁到了三十多歲都無法入仕。當時的吴兴太守王胡之很看重他，在他要出任司州刺史，外鎮洛陽（今河南洛陽）時就特地舉薦沈劲參其府事，並得朝廷允許。可是，王胡之一直因患病，至病死也沒上任。
隆和元年（362年），前燕寧南將軍呂護進攻洛陽，冠軍將軍陳祐時為洛陽守將，但麾下兵力不足二千人，於是向朝廷告急，桓溫就派了庾希及鄧遐共率三千兵增援。沈勁聞訊後自行上表請求協助陳祐，朝廷於是讓他任陳祐的長史、揚武將軍，命他自行招募將士。沈勁最終招得千多人，就出發往洛陽。而沈勁到洛陽後亦屢次以少勝多，擊退燕軍。
兴宁二年（364年），前燕太宰慕容恪親自率軍進攻洛陽，燕軍亦將攻取了附近地區，陳祐認為洛陽已經糧盡援絕，再守不住了，於是在當年九月以救援許昌（今河南許昌）為名率領部眾離去，只留下沈勁和五百個士兵留守。沈劲對此卻十分高興，說：「我的志向就是要為國獻出生命，今天得償所願了。」沈勁一直守至次年（365年）三月終於失守，沈勁亦被俘，但神情自若。慕容恪原本不想殺他，然而慕輿虔卻建議殺他以絕後患，所以最終都殺了沈勁。不過後來慕容恪卻向慕容暐表示：「先前攻取廣固時救不了辟閭蔚，現在奪洛陽又殺了沈勁，實在是有愧於四海呀。」朝廷知沈勁為國而死，特追贈東陽太守。

## 評價
- 王胡之：「吳興男子沈勁，清操著於鄉邦，貞固足以幹事。」
- 慕輿虔：「勁雖奇士，觀其志度，終不為人用。」
- 司马光：「沈劲可谓能子矣。耻父之恶，致死以涤之，变凶逆之族为忠义之门。易曰：『幹父之蛊，用譽。』蔡仲之命曰：『尔尚盖前人之愆，惟忠惟孝。』其是之谓乎。」

## 家族

### 父母輩
- 沈充

### 子女輩
- 沈赤黔，沈勁子，晉大長秋[2]

### 孫輩
- 沈叔任，官至建威將軍、益州刺史。

### 曾孫輩
- 沈融之，沈叔任子，早卒
- 沈演之，沈叔任子，官至吏部尚書、太子右衞率。

### 玄孫輩
- 沈睦，沈演之子，黃門郎，通直散騎常侍。後因罪而被流放始興郡。
- 沈勃，沈睦弟，曾多次因罪免官，官至司徒左長史，為宋後廢帝所誅。
- 沈統，沈勃弟，著作佐郎。

## 延伸阅读
[在维基数据编辑]
 《晉書·卷089》，出自房玄齡《晉書》